# Valentina Gerasimova
Valentina Aleksejevna Gerasimova-Kuličenko (rusko Валентина Алексеевна Герасимова-Куличенко), kazahstanska atletinja, * 15. maj 1948, Karaganda, Sovjetska zveza.
Nastopila je na poletnih olimpijskih igrah leta 1976 in se uvrstila v polfinale teka na 800 m. 12. junija 1976 je postavila nov svetovni rekord v teku na 800 m s časom 1:56,0, ki je veljal le dva tedna.